# Onitis bordati
Onitis bordati là một loài bọ cánh cứng trong họ Bọ hung (Scarabaeidae).